# Домингес Беккер, Валериано

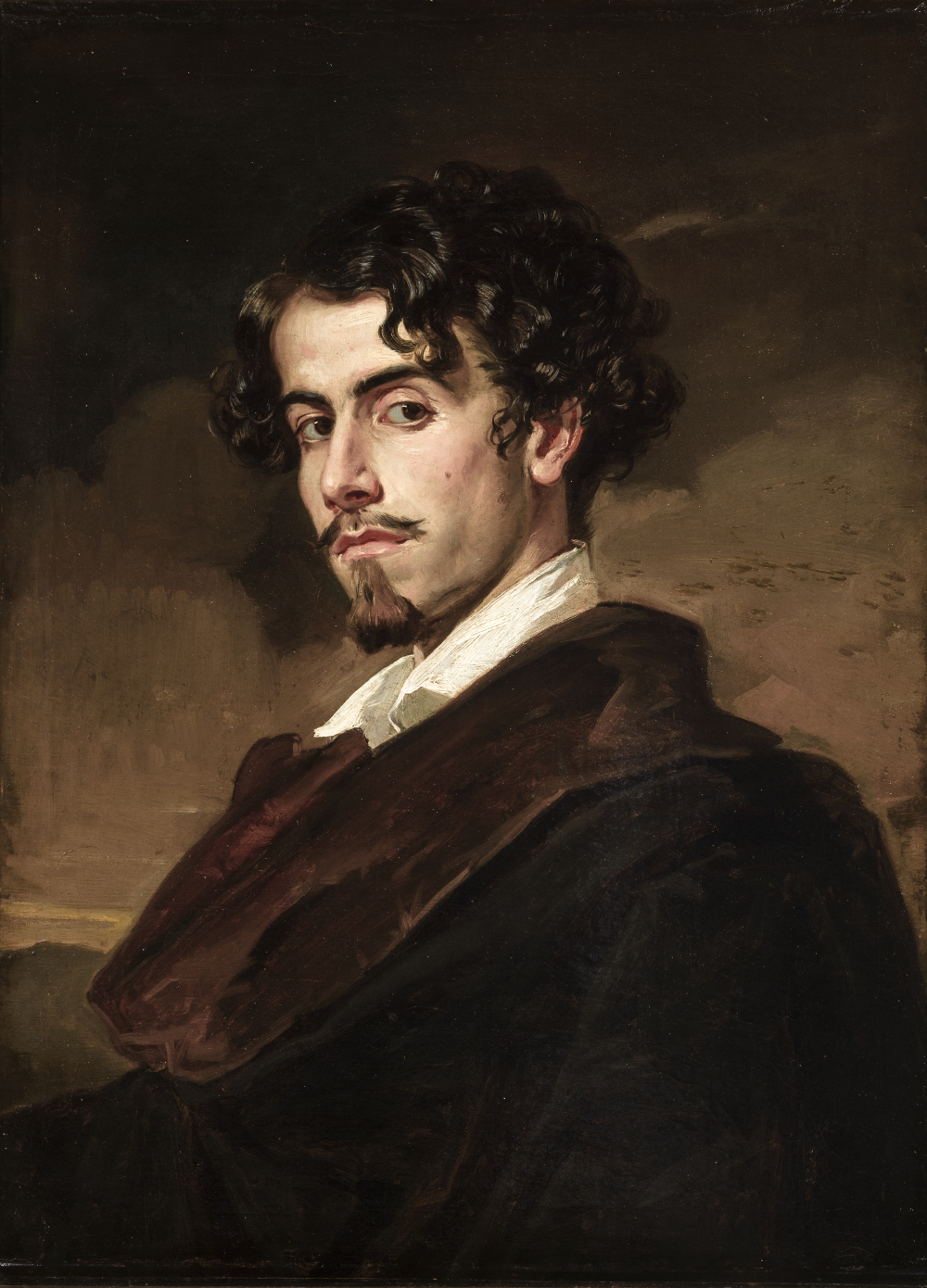
Портрет брата Густаво Адольфо Беккера, видного испанского писателя-романтика

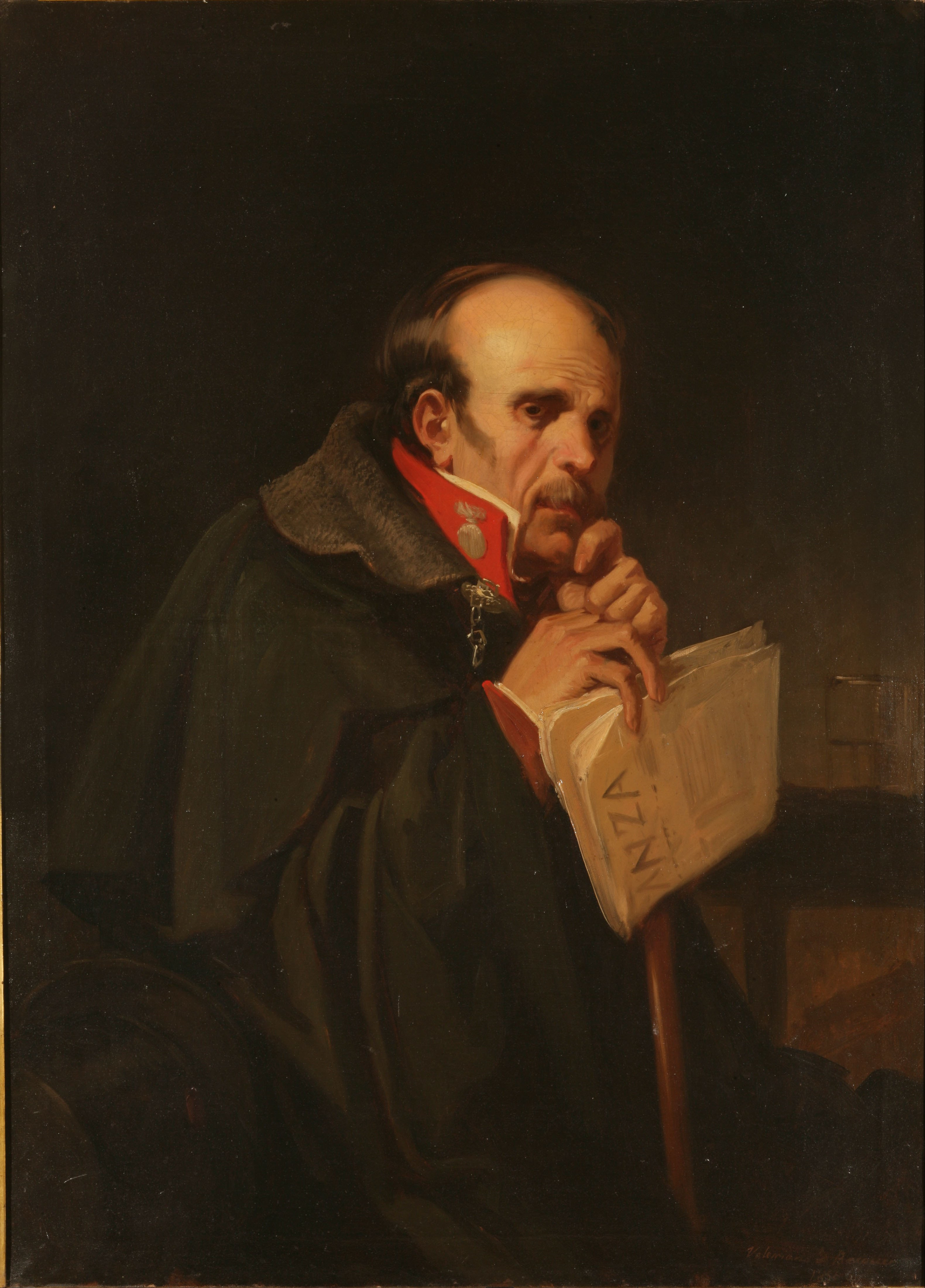
Заговорщик. 1856

Валериано Домингес Беккер (1833—1879) — испанский художник, живописец, иллюстратор, карикатурист XIX века.

## Биография
Родился в семье художников. Сын художника Хосе Домингеса Беккера, брат Густаво Адольфо Беккера, видного испанского писателя-романтика. После преждевременной смерти отца в 1841 году воспитание и обучение племянников взял на себя их дядя придворный художник Хоакин Домингес Беккер.
Первые уроки живописи получил у дяди.
В 1856 году последовал за своим братом в Мадрид, где быстро сошёлся со столичными художниками. Одним из первых его учителей был друг Густаво, Хосе Касадо дель Алисал, который познакомил Валериано с мадридскими художественными кругами и помог ему получить первые заказы в столице. Вместе со своим братом путешествовал по Испании, посетил Арагон, Кастилию, Наварру и Страну Басков.
В 1865 году королева пожаловала В. Домингесу Беккеру вознаграждение, заказав ему написание серии картин, отражающих характерные фольклорные костюмы и традиции испанских провинций. Картины, созданные в результате этого проекта, который был прерван революцией 1868 года, предназначались для музея Прадо.
Портретист, пейзажист. Работал карикатуристом и иллюстратором в известных журналах и газетах, таких как  La Ilustración Española y Americana , El Museo Universal, El Arte en España .

## Галерея

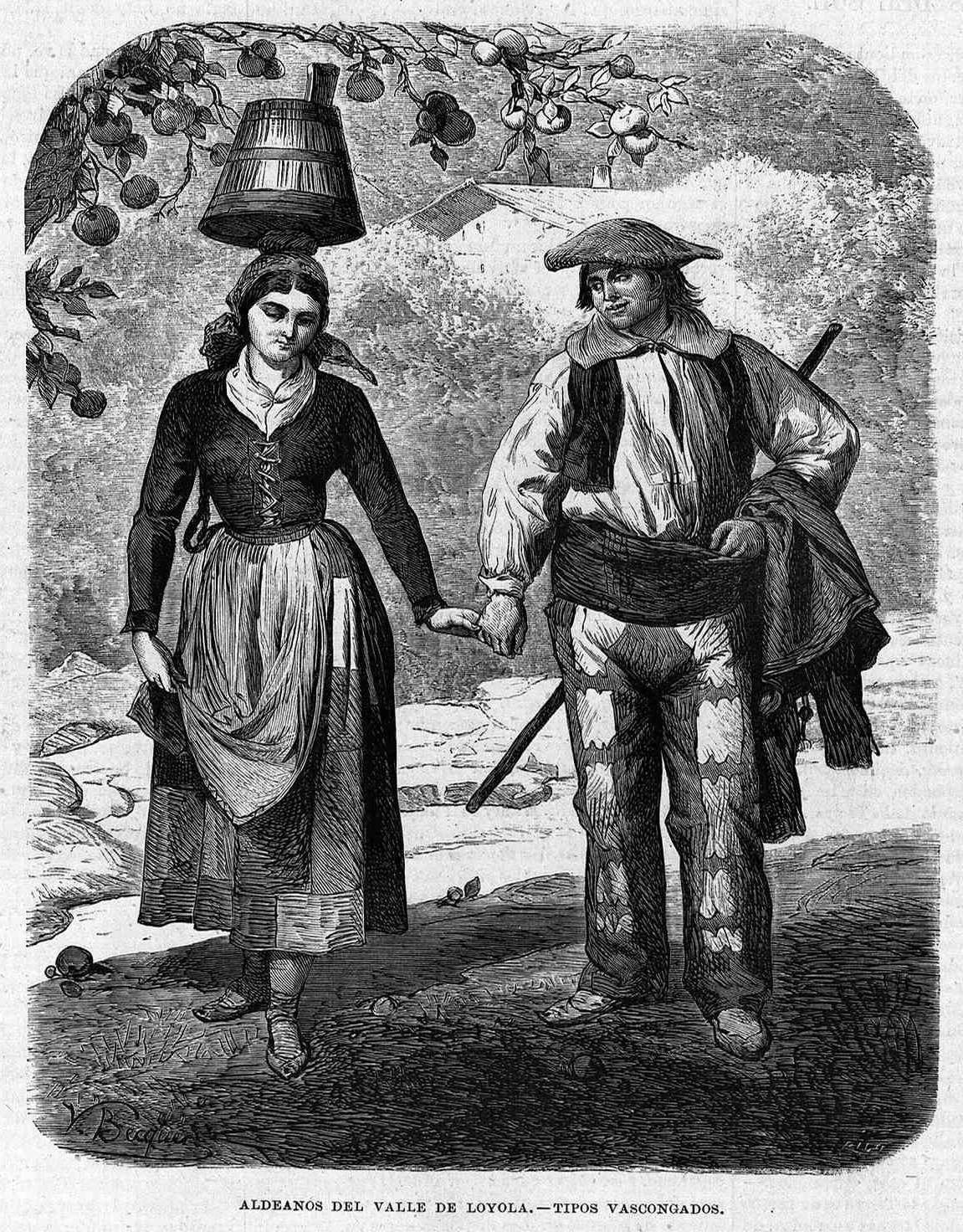
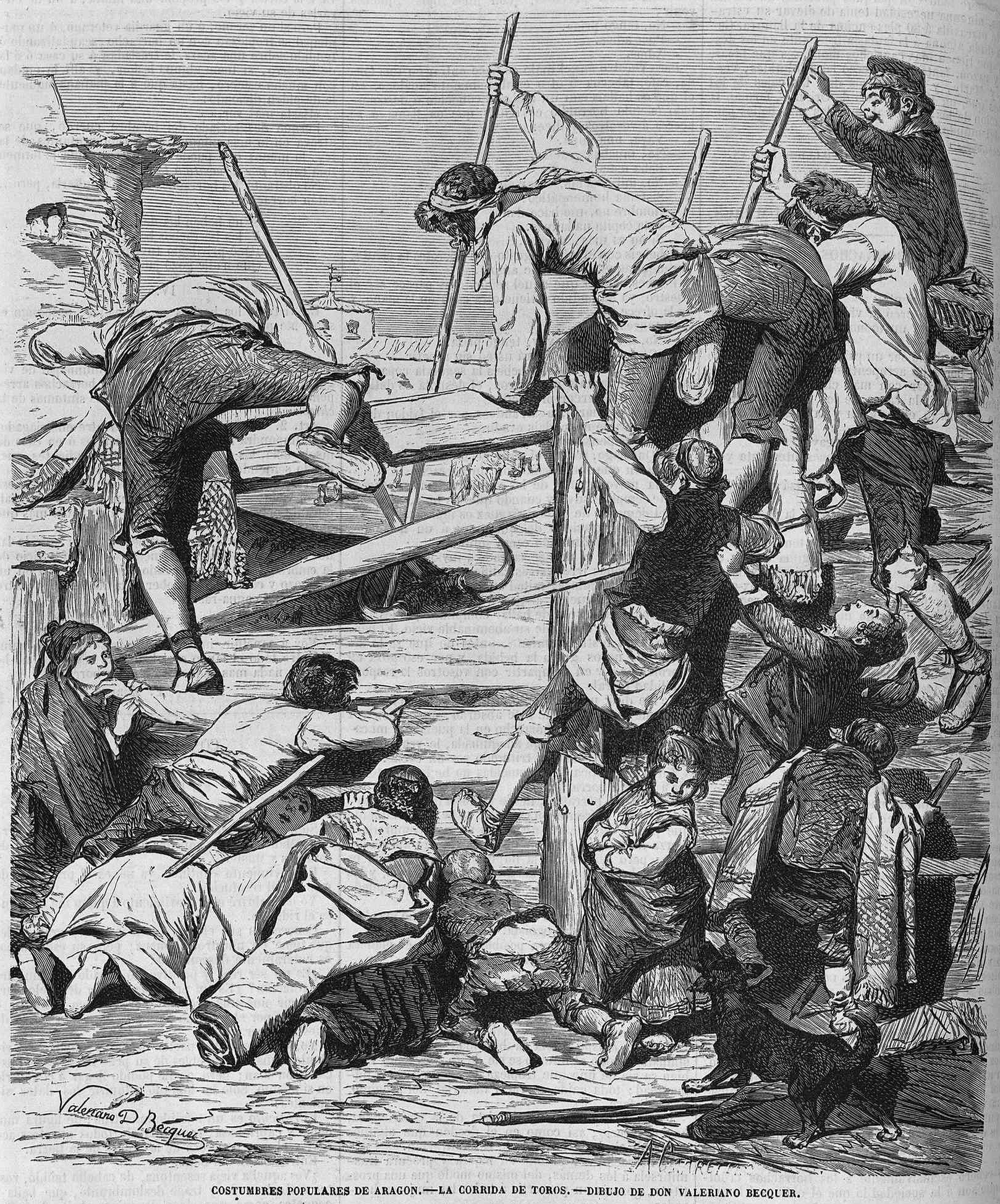
Коррида
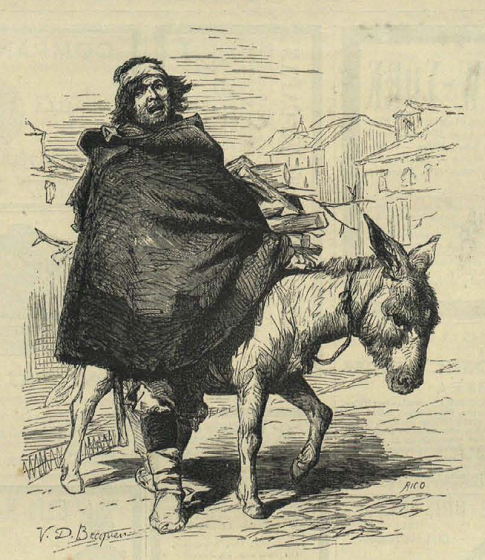
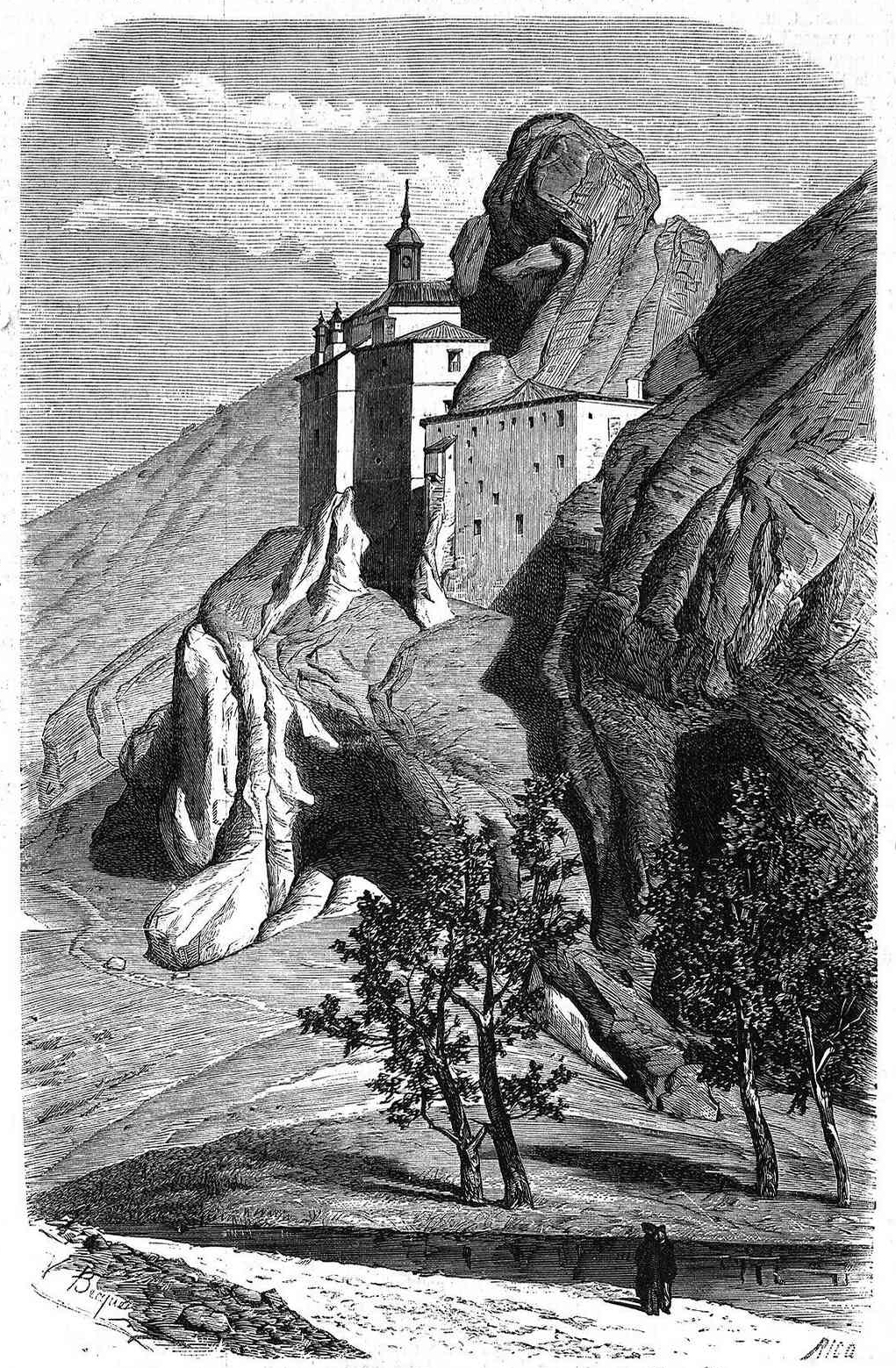